# Li Sixun
Li Sixun ou Li Sseu-Uiun ou Li Ssū-Hsūn, surnom:Jianjian, né en 651, mort en 716 (VIIe – VIIIe siècles), est un peintre chinois.

## Biographie
Traditionnellement, Li Sixun occupe une place fort importante dans l'histoire de la peinture chinoise puisqu'il est considéré comme le premier à ériger le paysage en genre tout à fait autonome. Il reste néanmoins un artiste de cour, un décorateur aux panoramas féériques, minutieusement peints et rutilants de couleurs rouge, vert et or dont l'influence reste limité, ultérieurement. Il faut attendre Wang Wei (699-759) et Zhang Zao (VIIIe siècle) pour que le paysage devienne l'image intime et subjective que l'on connait.
Li Sixun est le petit-fils d'un neveu du fondateur de la dynastie Tang (618-906) et accède donc rapidement aux honneurs et aux dignités et finit sa carrière comme général d'un corps de la garde impériale. C'est pourquoi on le surnomme souvent, le général Li aîné, tandis que son fils, Li Zhaodao (actif 670-730), peintre lui aussi, est appelé le petit général. Li Sixun est, en effet, l'aîné d'une dynastie de cinq artistes. La technique de Li, or et azur (jinbi), faite de rehauts imaginaires de verts et de bleus, avec des contours poudrés d'or, confère à l'œuvre un aspect compassé et décoratif répondant aux goûts de la cour.
Son influence croissante est liée à un changement important dans l'art de la cour vers la fin de la première période Tang : un glissement graduel de l'art lourdement politique vers des œuvres apolitiques, réalisées d'une manière plus plaisante et détendue. En examinant les documents et les œuvres d'art du début du VIIIe siècle, on observe une tendance à l'esthétisme et au formalisme, à mesure que les mécènes et les peintres de cour accordent plus d'attention au mode de représentation qu'au sujet.
La peinture, Barques et résidence riveraine, rouleau en hauteur à l'encre et couleurs sur soie, que conserve le Musée national du palais de Taipei, est probablement une copie de l'époque Song mais reste quand même un point de référence assez concret. Pour la première fois, le paysage n'est plus une simple toile de fond, grâce à une diagonale qui divise la composition entre un premier plan peint et un arrière-plan évoquant la fuite illimité d'un espace vide. Non seulement, la peinture ouvre sur l'infini, mais en outre elle rompt avec le système de proportions symboliques de l'époque antérieure en inversant les relations hiérarchiques entre personnages et architectures d'une part et paysage d'autre part.
Une anecdote, bien connue, parle d'une compétition entre Li Sixun et Wu Daozi (actif vers 720-760), chargés par l'empereur Tang Xuanzong de peindre chacun un panneau mural représentant la route de la province du Sichuan. Wu aurait achevé son œuvre en un seul jour, tandis qu'il aurait fallu plusieurs mois à Li. Comme Li sixun, cinquante ans plus âgé que Wu Daozi et qu'il meurt longtemps avant la période Tianbao, ce récit ne peut être lu que comme une fable. Histoire légendaire qui n'en est pas moins révélatrice de deux styles absolument opposés, elliptique et calligraphique chez Wu, précis et décoratif chez Li. C'est le premier qui est appelé à prévaloir chez les lettrés.

## Musées
- Taipei (Nat. Palace Mus.):

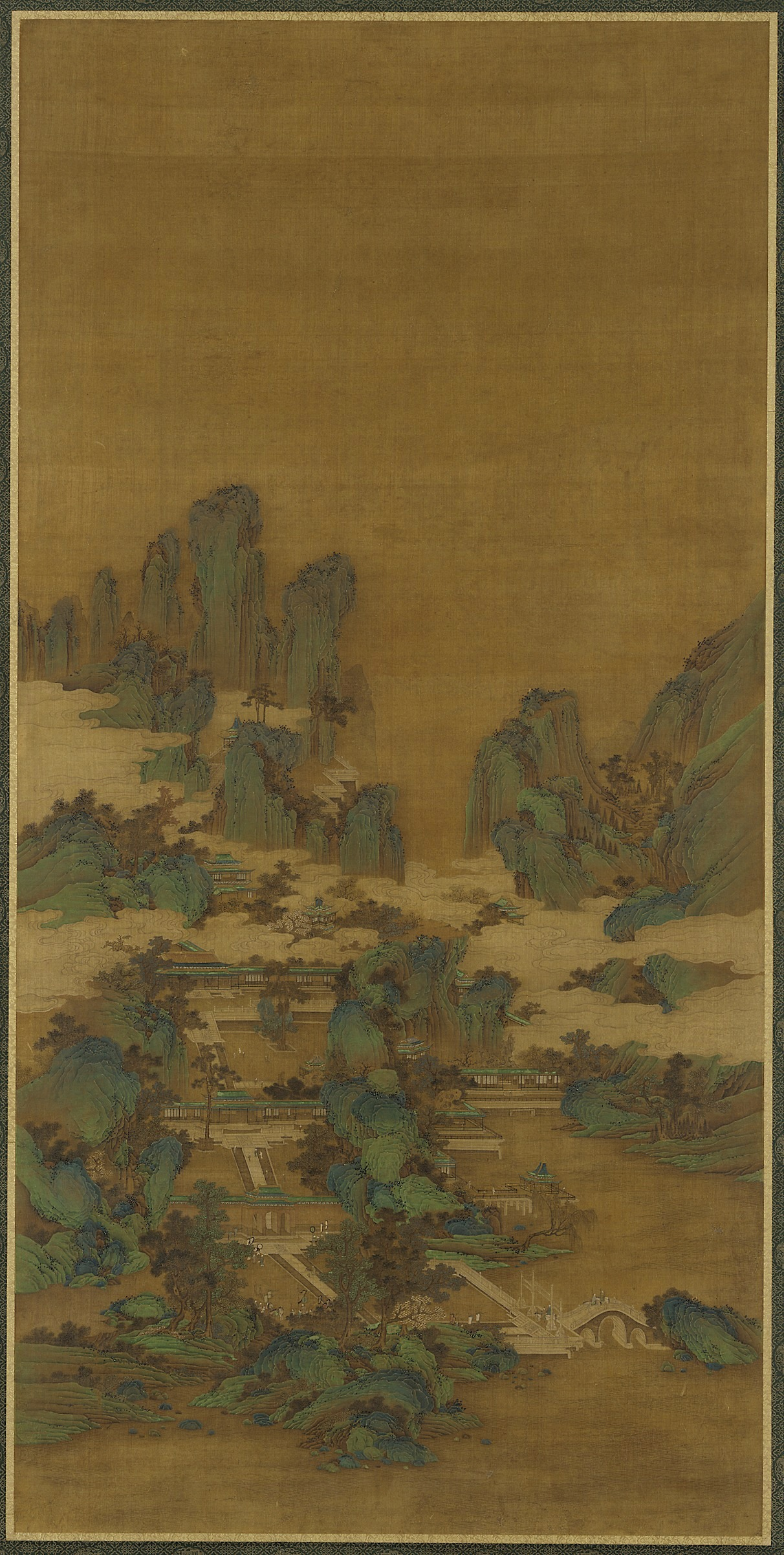

  - Barques et résidence riveraine, encre et couleurs sur soie, rouleau en hauteur, copie probable  de l'époque Song.
- Washington DC (Freer Gallery of Art):
  - Palais et jardins à Fanghu, l'une des Trois Iles des Immortels, rouleau en longueur, imitation tardive.